# Fairview Crossroads (Carolina del Sur)
Fairview Crossroads es un lugar designado por el censo ubicado en el condado de Lexington en el estado estadounidense de Carolina del Sur. En el Censo de 2020 tenía una población de 540 habitantes y una densidad poblacional de 36,46 habitantes por km². Fue incluido como CDP en el censo de 2020.

## Geografía
Fairview Crossroads se encuentra ubicado en las coordenadas 33°45′31″N 81°21′59″O / 33.75861, -81.36639. Según la Oficina del Censo de los Estados Unidos,  tiene una superficie total de 14,81 km², de la cual 14,79 km² corresponden a tierra firme y 0,02 km² a agua.